# Jezus in prešuštnica (Bruegel)
Jezus in prešuštnica je majhna plošča v grizaju (skoraj enobarvna), ki jo je naslikal nizozemski renesančni grafik in slikar Pieter Bruegel starejši. Podpisana je in datirana v leto 1565.
Jezus in ženska, ujeta pri prešuštvu, je svetopisemska epizoda iz Janezovega evangelija Jn 8,3-7, kjer Jezus naleti na prešuštnico, privedeno pred farizeje in pismouke, ki so jo upodabljali številni umetniki. Tak zločin je bil kaznovan s smrtjo s kamenjanjem, vendar se Jezus na prizorišču nagne in pred nogami na tleh napiše (kdor je brez greha med vami, naj najprej vrže kamen vanjo). Z vidika gledalca, nekoliko desno za klečečim moškim, stoji prešuštnica z več kamni, ki ležijo na tleh med njo in pisarji in farizeji. V ozadju je velika skupina gledalcev.
Bruegel prikazuje žensko kot eno redkih gracioznih figur v prizoru. Prikazana je kot idealizirana oblika, netipična za Brueglove običajne zemeljske in domače ženske figure; čeprav je osnovna postavitev kompozicije nizozemska, »je stroga kompozicija in monumentalne figure morda najbolj italijanska na vseh Brueglovih slikah«. Poleg še manjše Trije vojaki v zbirki Frick je Brueglova edina ohranjena slika v grizaju še Smrt Device v Upton House, Warwickshire, ki je po Brueglovih merilih tudi nenavadno konvencionalna obravnava verske teme. Vendar pa je bilo Brueglovo prvo dokumentirano delo v grizaju krilo za oltarno ploščo leta 1550/51, ko je končal svoje vajeništvo. To je bilo v Mechelenu, kjer je dokumentirano med septembrom 1550 in oktobrom 1551, ko je pomagal Peetru Baltensu na oltarni sliki (danes izgubljeni) in poslikal krila.
Umetnik slike ni prodal in zdi se, da je edina, ki jo je podedoval njegov sin Jan Brueghel starejši. Gravuro je leta 1579 objavil Paul Perret, ki mu je očitno posodil sliko, saj so na robovih redni piki, ki omogočajo izdelavo mreže. Obstajajo številne kopije, nekatere pripisane umetnikovim sinovom, ki so bile morda narejene po gravuri, slika pa je bila posojena kardinalu Federicu Borromeu za kopiranje (morda različica, ki je zdaj v Bergamu). Različica, pripisana Brueglovemu sinu Pietru Brueghlu mlajšemu iz leta c. 1600 je v Philadelphia Museum of Art.
Delo je družina prodala v 17. stoletju, očitno Jan Brueghel mlajši, v Angliji pa je bilo do 18. stoletja, prodali so ga v Christie's leta 1834 in spet leta 1952, ko ga je kupil grof Antoine Seilern, katerega zbirka je bila leta 1978 zapuščena Londonskemu umetniškemu inštitutu Courtauld. Delo je bilo 2. februarja 1982 ukradeno iz galerije Courtauld  Zaradi svoje vrednosti in slave se na prostem trgu ni prodajalo in se je ponovno pojavilo šele leta 1992, ko ga je odkrila britanska policija. V tem vmesnem obdobju je kriminalcem verjetno služilo kot zavarovanje.
- Gravura Paul Perret, 1579
- Pieter Brueghel starejši, olje na les, različica iz okoli leta 1600
- Smrt Device, Upton House, Warwickshire, 1564